# Bristol (Teksas)
Bristol – jednostka osadnicza w Stanach Zjednoczonych, w stanie Teksas, w hrabstwie Ellis.